# Pseudogobius avicennia
Pseudogobius avicennia és una espècie de peix de la família dels gòbids i de l'ordre dels perciformes.

## Morfologia
- Els mascles poden assolir 3,2 cm de longitud total.[4][5]

## Hàbitat
És un peix de clima tropical i bentopelàgic.

## Distribució geogràfica
Es troba a Àsia: Indonèsia i Singapur.

## Observacions
És inofensiu per als humans.